# Czermno (gmina w województwie warszawskim)
Czermno – dawna gmina wiejska istniejąca do 1954 roku w woj. warszawskim. Nazwa gminy pochodzi od wsi Czermno, lecz siedzibą władz gminy był Juliszew.
Za Królestwa Polskiego gmina Czermno należała do powiatu gosty(ni)ńskiego w guberni warszawskiej. W połowie 1870 roku do gminy Czermno włączono część obszaru zniesionej gminy Zyck
W okresie międzywojennym gmina Czermno należała do powiatu gostynińskiego w woj. warszawskim. Po wojnie gmina zachowała przynależność administracyjną. Według stanu z 1 lipca 1952 roku gmina składała się z 12 gromad.
Gminę zniesiono 29 września 1954 roku wraz z reformą wprowadzającą gromady w miejsce gmin. Jednostki nie przywrócono 1 stycznia 1973 roku po reaktywowaniu gmin, a jej dawny obszar wszedł głównie w skład gmin Słubice i Gąbin.